# Gauri Shinde
Pour les articles homonymes, voir Shinde.
Gauri Shinde, née le 6 juillet 1974 à Pune (en Inde, dans le Maharashtra), est une réalisatrice et scénariste indienne.

## Biographie

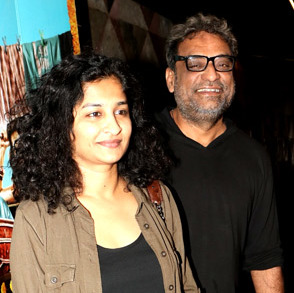
Gauri Shinde et son mari R. Balki.

Gauri Shinde s'est mariée avec le réalisateur R. Balki (en) en 2007.

## Filmographie

### Réalisatrice
- 2001 : Oh Man ! (court-métrage, aussi productrice)
- 2004 : Y Not ? (court-métrage)
- 2012 : English Vinglish
- 2016 : Dear Zindagi

### Scénariste
- 2001 : Oh Man ! (court-métrage, aussi productrice)
- 2012 : English Vinglish
- 2016 : Dear Zindagi

## Récompenses et distinctions
- 2013 : Filmfare Award du meilleur réalisateur débutant pour English Vinglish